# Viksjö gård

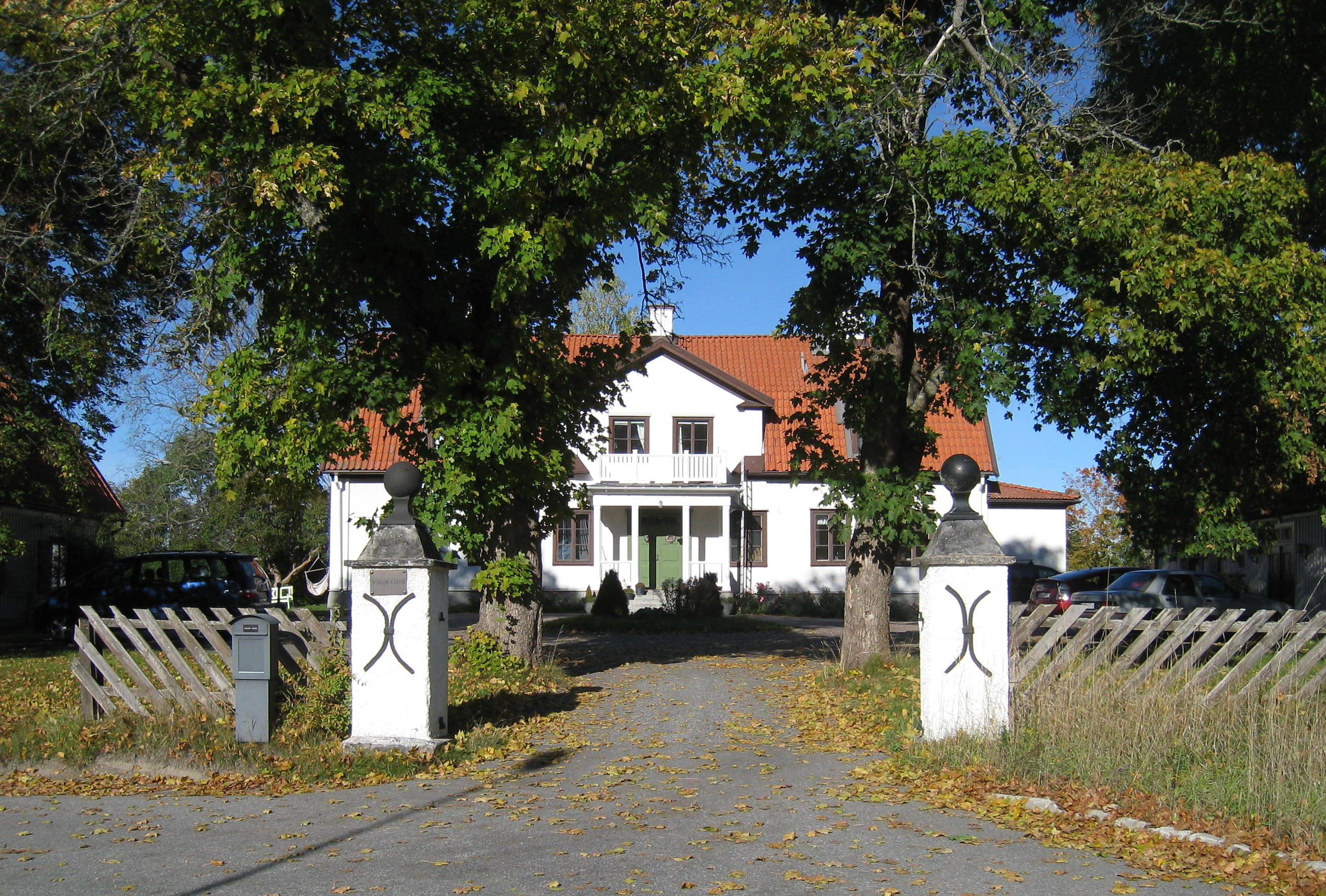
Viksjö gårds huvudbyggnad, vy från söder, oktober 2013.

Viksjö gård är en herrgård och tidigare säteri vid Gårdsvägen i kommundelen Viksjö i Järfälla socken i Järfälla kommun. Den är belägen söder om centralorten Jakobsberg. Viksjö gårds huvudbebyggelse ligger på en höjd omgiven av det moderna Viksjö som breder ut sig på den forna åkermarken. Viksjö frälsesäteri innehades på 1600-talet bland annat av släkten Skytte.

## Historik

### Forntiden

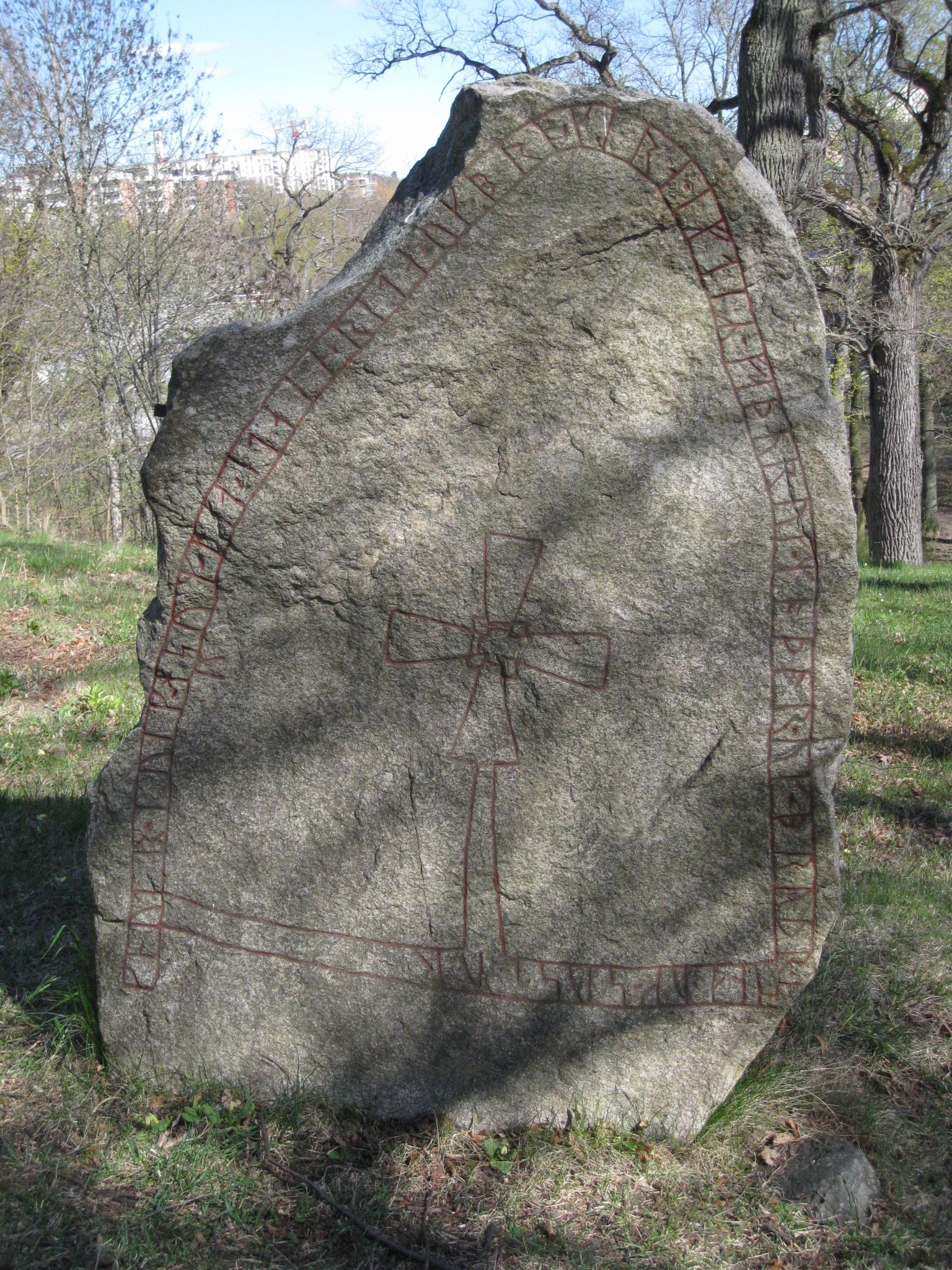
Upplands runinskrifter 92.

Namnet Viksjö är det äldsta kända, skriftligt belagda, ortnamnet i Järfälla kommun. På en runsten, U92, som nu finns i parken vid Jakobsbergs folkhögskola, står det inskrivet att "Knut i Vikhusum [Viksjö] lät uppresa stenen och göra bron efter fader och moder och sina bröder och (sin) syster". Runstenen U92 är från 1000-talet och "Knut i Viksjö" omtalas som runstensresare och brobyggare.

### Medeltiden
Viksjö nämns ett par gånger i bevarade pergamentsbrev från år 1347, ena gången 3 februari 1347 under ett fastebrev då "lydulpho in drikhusum" är nämndeman och namngiven, och andra gången 2 april 1347, då två borgare i Stockholm räknar upp alla däri förekommande gods, belägna i Uppsala stift och som då tillhörde ett kapell i Stockholm, "Sankt Martini praebenda", och som Johan Geysmer hade stiftat i Stockholm. Bland dessa gods nämndes också 10 örtugland 6½ penningland i Viksjö. Så småningom blev Viksjö frälsehemman och ägdes av olika adeslsläkter.
År 1360 testamenterade Ingeborg Eskilsdotter (Leijonlilja) bland annat 12 öresland i Viksjö till riddaren och riksrådet Filip Karlsson, vilken jord dock skulle återgå till hennes släkt om Filip Karlsson avled barnlös. Ingeborg Eskilsdotter Leijonlilja var dotter till Eskil Andersson (Leijonlilja) och hon gifte sig senast 1340 med Nils Tyrgilsson (död 1351). De hade en till namnet okänd dotter samt sönerna Eskil och Laurens. Nils Tyrgilsson nämns tidigast 1333. Han blev riddare 1348 eller 1349. 
År 1493 pantsatte Karin Isaksdotter (Katarina Isaksdotter) i Viksjö, med sin man Peder Jönssons samtycke, sin halva gård i Klas skräddares köpmans gränd i Stockholm till Olof Laurensson (född cirka 1470) för 30 stockholmska mark. År 1494 skiftas arvet efter Gregers Mattsson (Lillie), död 14 mars 1494, varvid Viksjö räntade 9 pund korn och 2:0 penningar, och jord i Fastebol, Kallebrunde, Högby och Vam tillföll sonen Bengt Gregersson Lillie (1455-1501).
Enligt uppgifter i Nils Rynings kopiebok på Kungliga biblioteket skiftas år 1514 arvet efter Bengt Gregersson (Lillie) (1455-1501), varvid dottern Anna Bengtsdotter Lillie (född 1491), gift med Erik Ryning (död 1520), ärvde Viksjö och jord i Fastebol, Högby, Kallbrunde och Vam.
Under medeltiden var Viksjö, enligt de äldsta jordeböckerna från 1530-talet, en by på två gårdar, som båda är frälsehemman. De båda frälsehemmanen brukades enligt jordeboken 1538 av Michil och Thomas. I 1545 års jordebok, där ägarna till frälsegårdarna står införda, saknas dock ägaruppgift om de båda gårdarna i Viksjö. Brukare på den ena gården i Viksjö var Jacob Erichsson som år 1551 tillsammans med Birge vid Norreport i Stockholm sålde ett stenhus där, som de båda hade ärvt efter Birges hustru. Köparen var hovskräddaren Jören Byrman och han betalade 380 marker örtugar för huset. I tiondelängden 1555 var denne Jacob ännu kvar på Viksjö, men inte året därpå.
I frälse- och rusttjänstlängden 1562 får man upplysning om ägaren till gårdarna i Viksjö och det är kammarjunkaren, sedermera krigskommissarien Nils Eriksson Ryning (1520-1578), som innehade båda två gårdarna. Ryning var en av landets rikaste män och var ägare till omkring 340 gårdar i nästan samtliga landskap i Sverige, men mest i Småland. Gårdarna kom han i besittning av dels genom arv från sin mors sida, dels genom sitt giftermål med Ingeborg Eriksdotter Trolle (1510-1590). De båda gårdarna i Viksjö räntade enligt frälse- och rusttjänstlängden vardera 1 mark i avradspenningar, 4 pund i avradskorn, gjorde 6 dagsverken samt mottog till utfodring fyra hästar. Därefter finns inte några ägaruppgifter förrän 1614.

### Från 1600-talet till idag

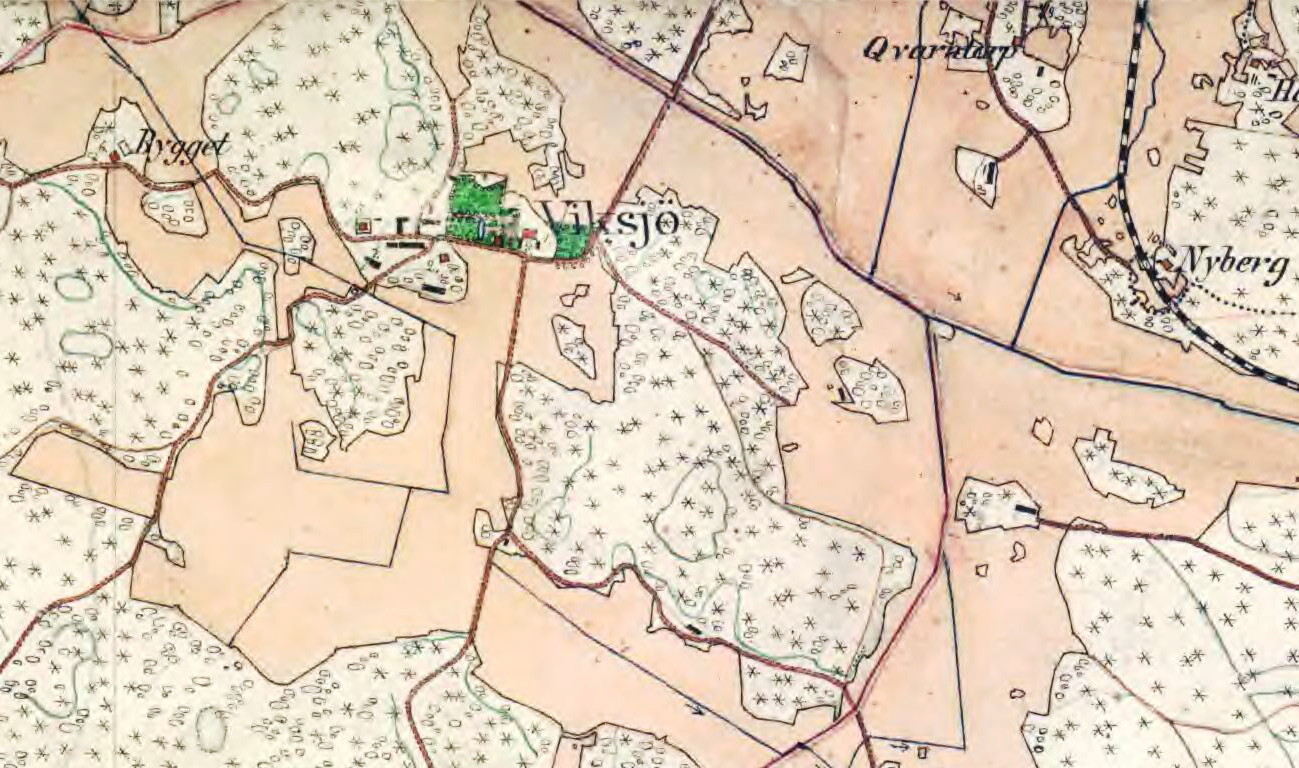
Viksjö gård på 1880-talet.

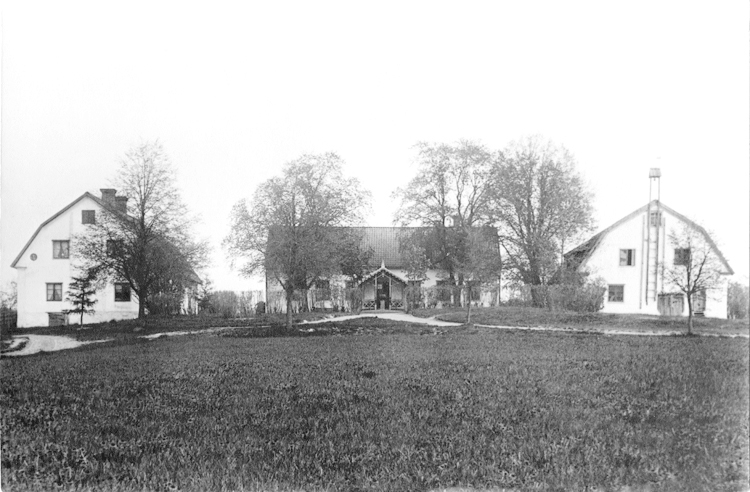
Viksjö gård, början av 1900-talet.

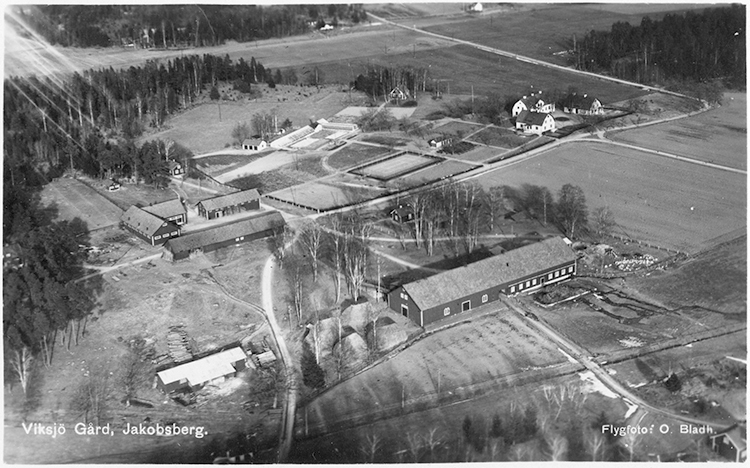
Viksjö gård, början av 1940-talet.

De båda hemmanen i Viksjö blev troligen i början av 1600-talet skilda på olika ägare. En av gårdarna ägdes sålunda 1614 av riksrådet greve Abraham Brahe. Enligt en notering i 1631 års jordebok ägdes denna gård och Vam av brodern greve Magnus Brahe under Nora i Bromma socken. Om Magnus Brahe verkligen ägt Viksjö kan dock betvivlas. I domboken vid vintertinget 1642, då Anna Margareta Bielke satte in 740 riksdaler specie i häradsrätten emot amiralen och landshövdingen friherre Göran Gyllenstiernas af Lundholm köp av en gård inklusive Hummelmora och Vam, köpte denne gården just av sin faster Elsa Gyllenstierna, Abraham Brahes änka. Detta köp ägde rum före 1637, eftersom redan i detta års länsräkenskaper angavs det att Göran Gyllenstierna hade köpt gården.
På 1640-talet bebyggde friherre Göran Göransson Gyllenstierna d.ä. Viksjö till säteri. Göran Gyllenstierna hade före 1637 köpt gården och han ägde då redan tidigare den andra gården i Viksjö, inklusive Fastebol och Högby, som han hade ärvt efter sin far, riksamiralen, "riksens öfverste amiral", friherre Göran Nilsson Gyllenstierna. Hans maka Ingeborg Claesdotter var dotterdotter till Nils Ryning, som var ägare till Viksjö gård 1562-1578.
Sedan de båda gårdarna i Viksjö således åter fått gemensam ägare byggdes ett säteri på 1640-talet. De båda gårdarna hade dessförinnan legat under frihetsmilen till Almare-Stäkets gård i Stockholms-Näs socken, vilket gods Göran Gyllenstierna också ägde. Efter Göran Gyllenstiernas död 1646 innehade hans maka Anna Skytte af Duderhof (1616-1679) Viksjö. Hon skrevs som ägare av Viksjö ännu i jordeboken 1674. Viksjö utarrenderades under denna tid bland annat till löjtnanten Mauritz Duwall  och därefter till taffeltäckaren Jöns Eriksson. Viksjö övergår efter Anna Skyttes död 1679 till dottern Maria Gyllenstierna, sedan 1671 gift med landshövdingen Mauritz Nilsson Posse, friherre Posse af Säby 1673.
Gårdens säterifrihet drogs in 1679 eftersom det hade påpekats att husen var förfallna och marken utarrenderad. Privilegierna blev indragna, eftersom gården var illa skött och byggnaderna förfallna. Efter några år fick man dock åter säterirättigheten tillbaka, men kritiken mot dåliga byggnader fortsatte. 
Vid sommartingen 1704 omtalas, att det vid Viksjö väl finnes en byggnad, som uppförts för icke så länge sedan och tydligen är bra, men de andra husen vid såväl mangården som ladugården betecknas "som andra bondehus". När den nuvarande gårdsanläggningen tillkom är osäkert, men vid sommartingen 1704 konstaterades att gården hade ställts i ordning. Sannolikt fanns då en ny mangårdsbyggnad uppförd. 
Efter att ha bytt ägare ett flertal gånger under 1800-talet tillträdde J.G. Törnblom 1870 som arrendator, och så småningom ägare, av Viksjö gård. Törnblom utvecklade jordbruket och investerade i en ny ladugård, såg och ett kapverk, som drevs med en lokomobil. På 1880-talet, under godsägare J.G. Törnbloms tid, uppfördes en ny ladugård sydväst om mangårdsbyggnaderna och den gamla ekonomifyrkanten revs ned. Samtidigt byggdes en såg med kapverk och anskaffades nya lantbruksmaskiner. Viksjö var på den tiden en mönstergård med rationell och lönsam drift inom socknen och folk kom långa vägar för att bese gården. Genom alla förbättringar kom gården att anses som en av de modernaste i Järfälla.
Viksjö gård har haft en lång rad av ägare tills gården 1921 inköptes av Fastighets AB Hufvudstaden, vilket då bildade dotterföretaget Viksjö AB, som behöll gården i drygt 40 år. AB Småhusstaden köpte gården 1963 för framtida villabebyggelse. Själva mangården såldes 1974 till en privat köpare. Idag finns där ett behandlingshem för ungdomar, både pojkar och flickor, mellan 14 och 20 år med psykiska och psykosociala problem.

## Bebyggelsen

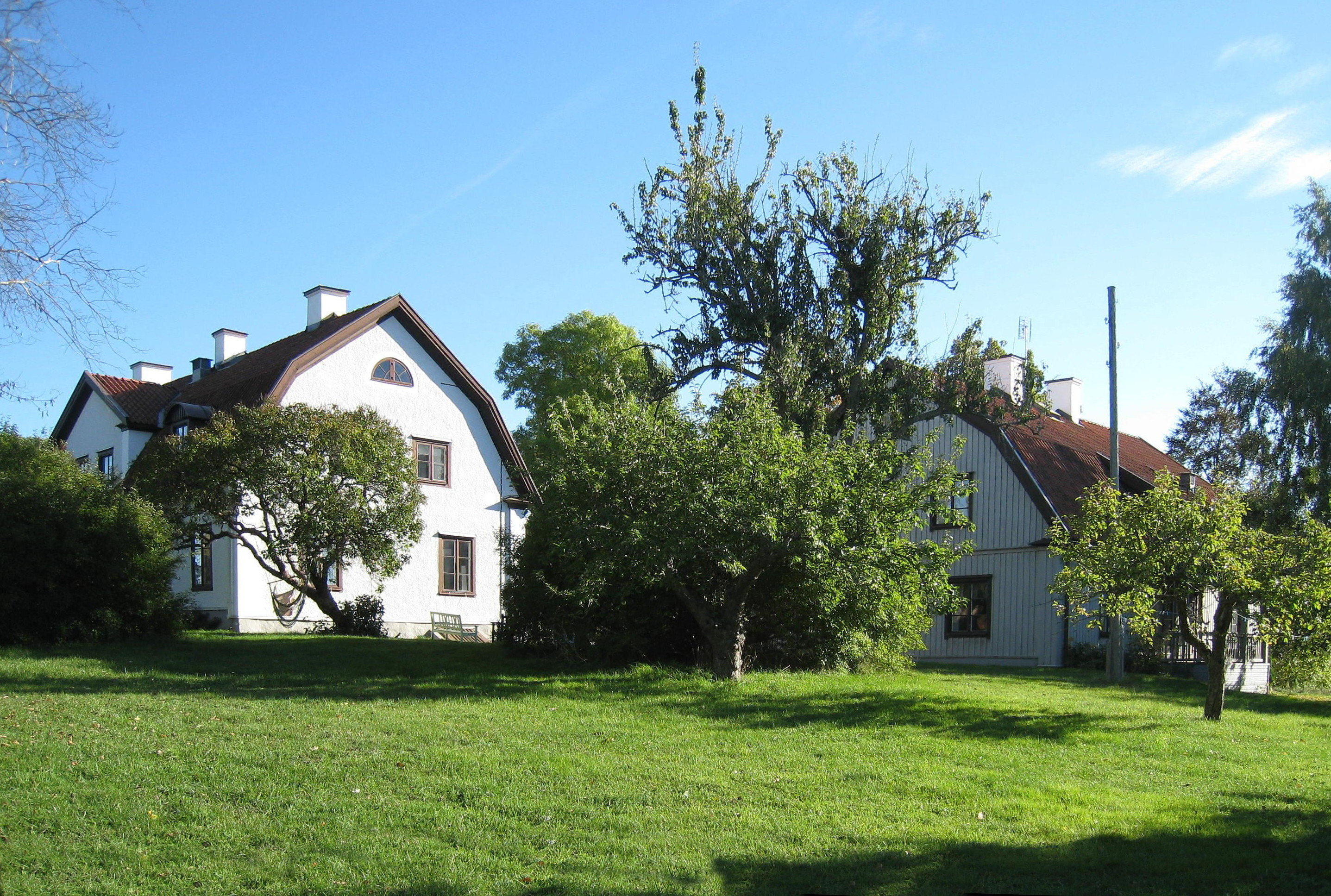
Viksjö gård, vy från nordväst med mangårdsbyggnaden till vänster och västra flygeln till höger, oktober 2013.

### Exteriör
Corps de logi med tillhörande byggnader är troligen uppförda vid 1700-talets början, men de är delvis ombyggda på senare tid. Huvudbyggnaden är timrad, senare reveterad och vitputsad. De båda flyglarna används som bostäder. Den östra flygeln byggdes om vid 1900-talets början. Före ombyggnaden var det snickarbod och liknade ting i första våningen och spannmålslager i andra. Väster om huvudbebyggelsen fanns gårdens trädgård och ekonomibyggnader. 1958 brann ladugården ner, troligen var det en olyckshändelse. Kort därefter börjar man sälja av marken till vad som något årtionde senare skulle bli början till det nuvarande Viksjö. Dagens Gårdsvägen minner idag om Viksjö gård.

### Interiör
Invändigt har huvudbyggnaden renoverats vid flera tillfällen, men den ursprungliga plandispositionen är bibehållen. Från 1700-talet finns det kvar en blådekorerad fyrkantig kakelugn med fotställning samt ett antal bevarade dörrar och bröstpanel. Bröstpanel är inte original, den sattes upp 1974 av dåvarande ägare Lennart Ericsson, nu Lennart Ehrenlod. På 1970-talet rustade ägaren upp mangården stilenligt. Nedre våningen i östra flygeln behöll sin enkla rumsordning, medan den övre hallen byggdes ut till vardagsrum, med nationalromantiska inslag. En stor öppen spis murades vid den befintliga skorstensstocken, och takpanelen fick dekoration i nationalromantisk anda.

## Bilder

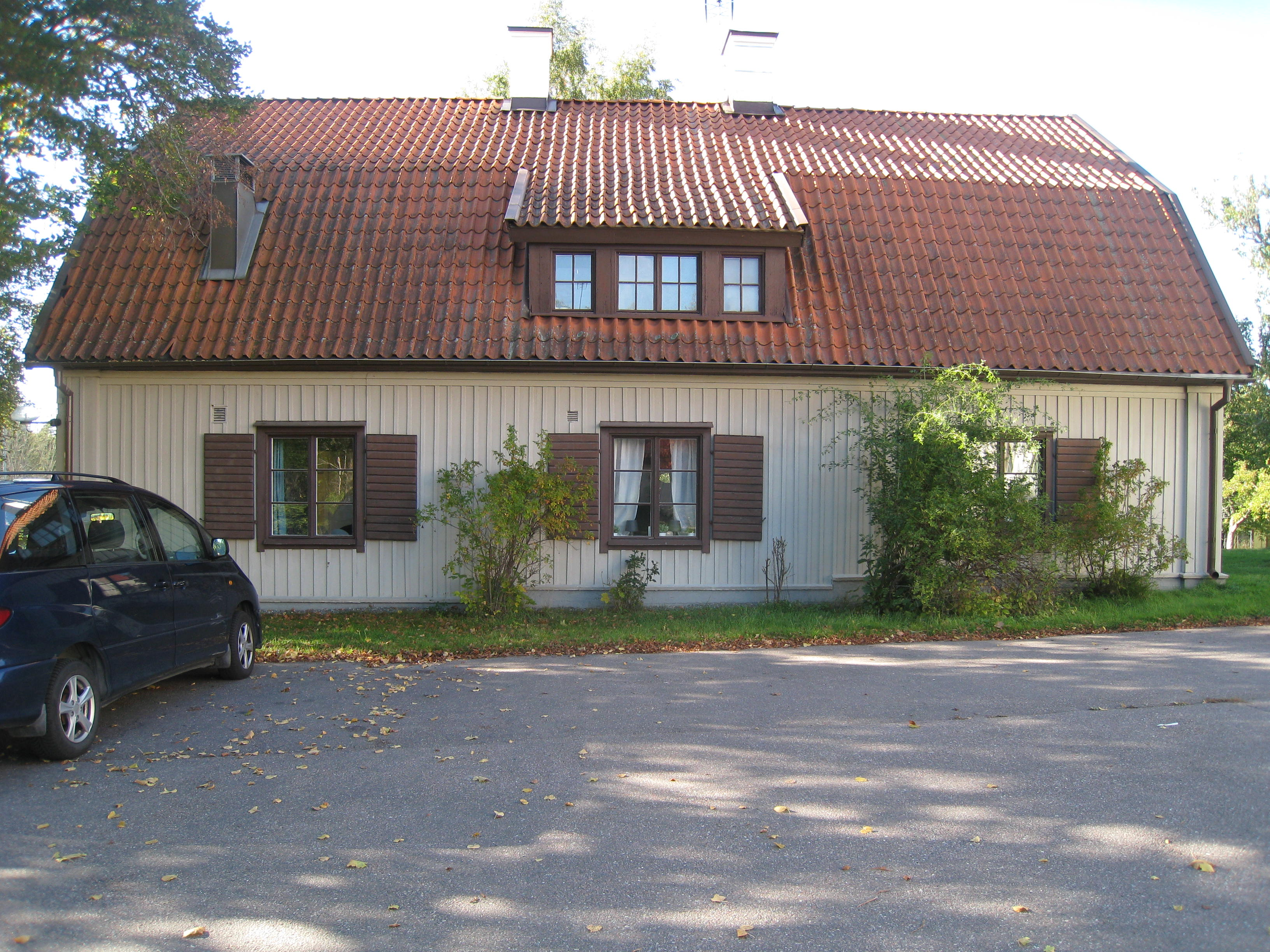
Västra flygeln från gårdsplanen.
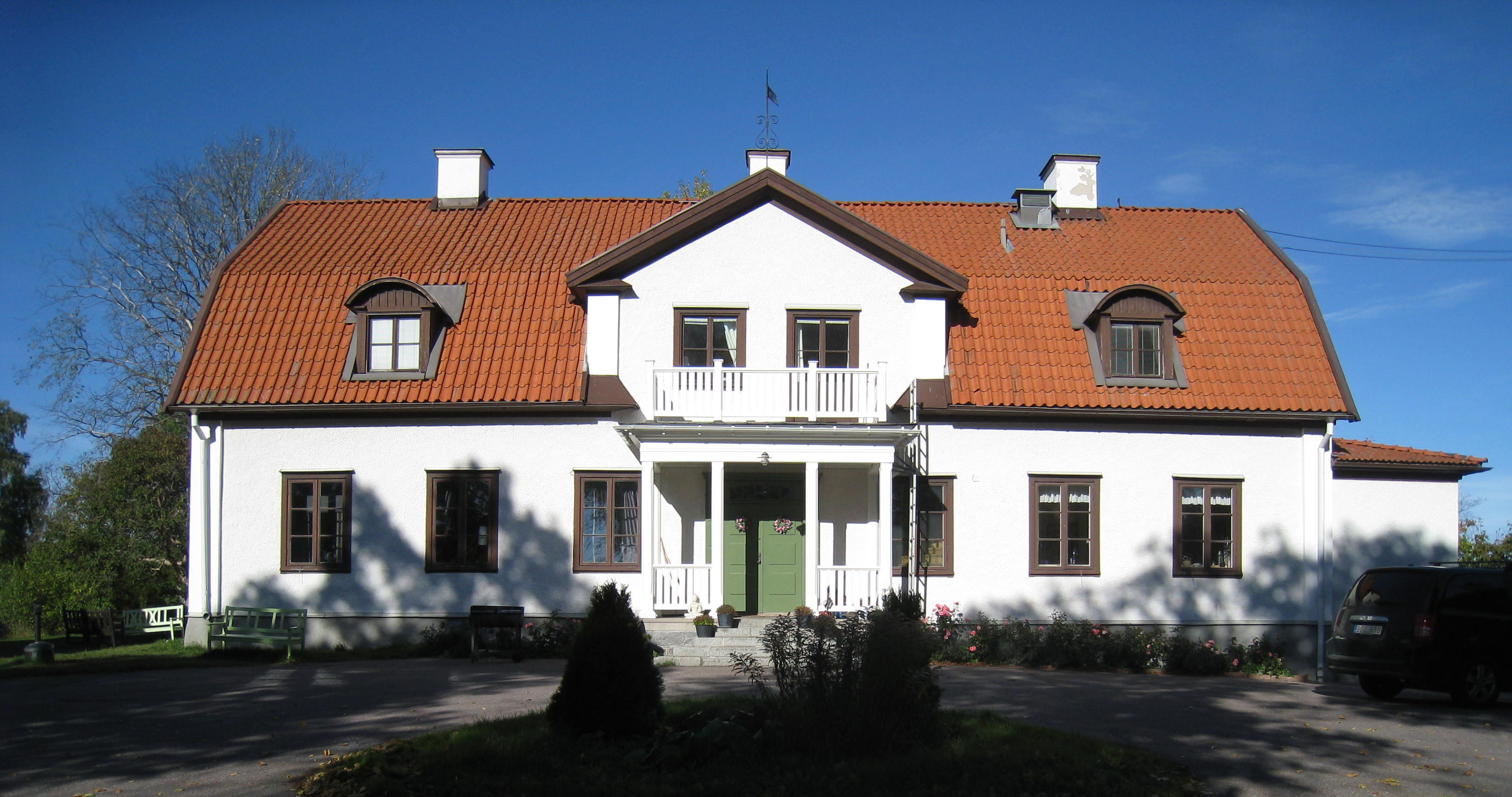
Huvudbyggnaden
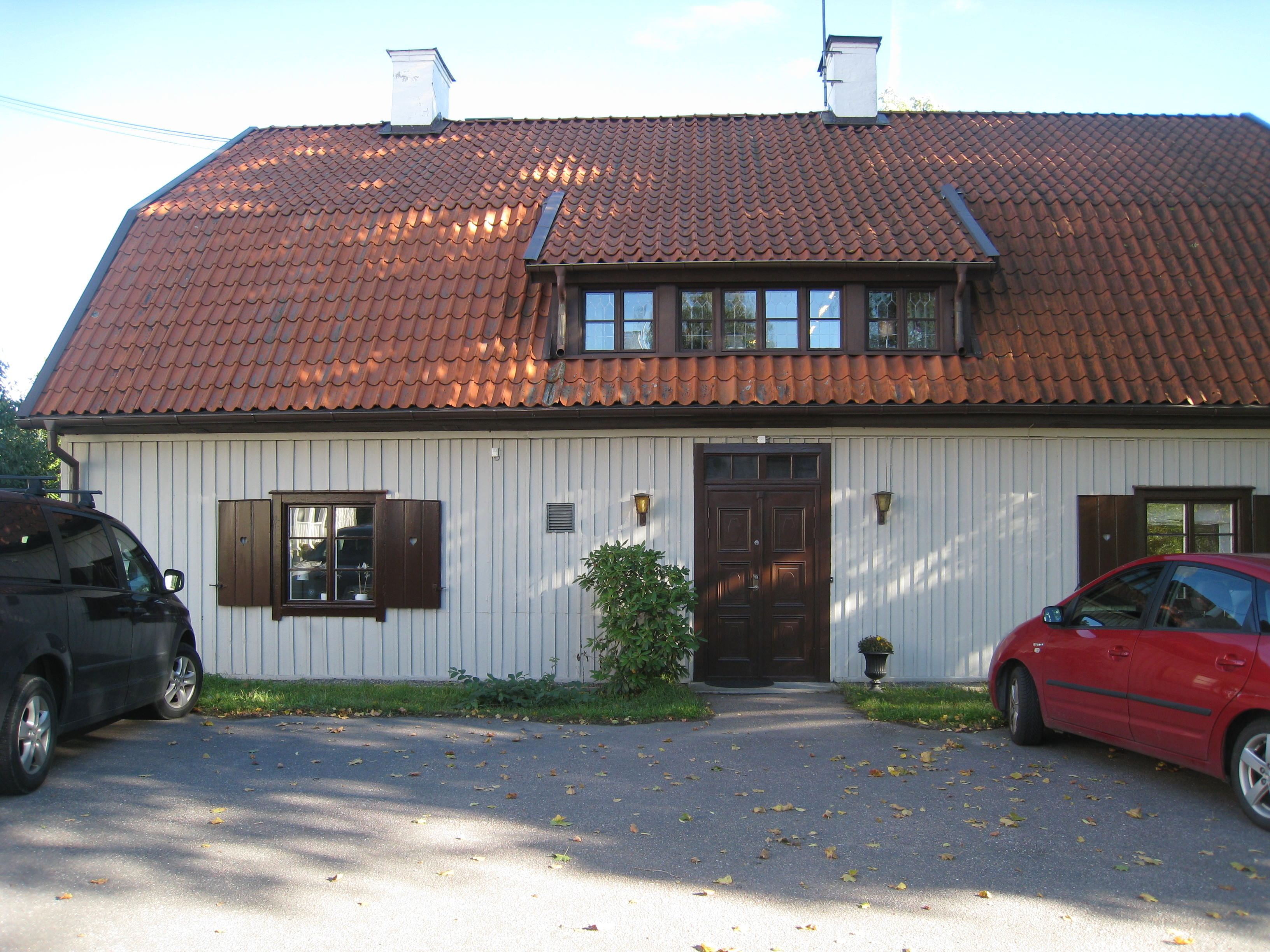
Östra flygeln från gårdsplanen.